# (14559) 1997 WP28
1997 دابليو بي 28 (ويعرف أيضًا باسم (14559) 1997 دابليو بي 28 وفق تسمية الكوكب الصغير) (بالإنجليزية: 1997 WP28)‏ هو كويكب ضمن حزام الكويكبات؛ وترتيبه 14559 من حيث الاكتشاف.
اكتُشف هذا الجُرم الفلكي بواسطة Petr Pravec ‏ في 29 نوفمبر 1997.

## وصلات خارجية
- (14559) 1997 WP28 في قاعدة بيانات مختبر الدفع النفاث لأجرام النظام الشمسي الصغيرة

- الاكتشاف · مخطط المدار ·  العناصر المدارية · المعلمات المادية

- (14559) 1997 WP28 على موقع ويكي سكاي: DSS2, SDSS, GALEX, IRAS, Hydrogen α, X-Ray, Astrophoto, Sky Map, Articles and images